# Leclercera
Leclercera (лат.) — род аранеоморфных пауков из семейства Psilodercidae (ранее в семействе охирокератидовых). Встречается в Юго-Восточной Азии.

## Описание
Мелкие пауки (около 3 мм), основная окраска светлая с тёмными отметинами. Карапакс сзади округлый. Ноги длинные как у представителей рода Pholcus. Leclercera напоминает Luzonacera Li & Li, 2017, с мелкой ямкой на тораксе, наклонёнными наличником и лабрумом, хелицеральной пластинкой с двумя треугольными расширениями и одним промаргинальным хелицеральным зубцом и двумя ретромаргинальными хелицеральными зубцами. Однако, их можно различить по следующей комбинации признаков: 1) отсутствие цимбиального выступа (по сравнению с наличием цимбиального выступа у Luzonacera); 2) щупальцы с ретролатеральным апофизом на голени или цимбиуме (по сравнению с щупальцами без ретролатерального апофиза); 3) различные формы сперматек, только с одной парой выступающих сперматек. Живут под корнями больших деревьев и на побережье рек.

## Этимология
Род назван по имени арахнолога Филиппа Леклерка (Philippe Leclerc), в знак признания его «третьего глаза» в обнаружении и сборе этих хрупких крошечных пауков в течение многих лет в пещерах Таиланда и Сулавеси и их пожертвовании для исследований.

## Классификация
На 2020 год в род включается около 50 видов. Более половины из них были описаны в ходе ревизии, проведённой в 2020 году китайскими арахнологами Wan-Jin Chang и Shuqiang Li (Institute of Zoology, Chinese Academy of Sciences, Пекин, Китай). Включают в состав семейства Psilodercidae, которое до 1995 года рассматривали в качестве подсемейства в семействе охирокератидовых пауков (Ochyroceratidae):
- Leclercera aniensis Chang & Li, 2020 — Китай
- Leclercera banensis Chang & Li, 2020 — Таиланд
- Leclercera duandai Chang & Li, 2020 — Китай
- Leclercera duibaensis Chang & Li, 2020 — Китай
- Leclercera dumuzhou Chang & Li, 2020 — Таиланд
- Leclercera ekteenensis Chang & Li, 2020 — Непал
- Leclercera hponensis Chang & Li, 2020 — Мьянма
- Leclercera jianzuiyu Chang & Li, 2020 — Таиланд
- Leclercera jiazhongensis Chang & Li, 2020 — Китай
- Leclercera khaoyai Deeleman-Reinhold, 1995  — Таиланд
- Leclercera lizi Chang & Li, 2020 — Китай
- Leclercera longiventris Deeleman-Reinhold, 1995 — Таиланд
- Leclercera machadoi (Brignoli, 1973) — Непал
  - =Althepus machadoi
- Leclercera maochong Chang & Li, 2020 — Китай
- Leclercera mianqiu Chang & Li, 2020 — Индонезия (Сулавеси)
- Leclercera mulcata (Brignoli, 1973) — Непал
  - = Althepus mulcatus
  - = Psiloderces mulcatus
  - = Leclercera mulcatus
- Leclercera nagarjunensis F. Y. Li & S. Q. Li, 2018 — Непал
- Leclercera negros Deeleman-Reinhold, 1995 — Филиппины
- Leclercera niuqu F. Y. Li & S. Q. Li, 2018 — Непал
- Leclercera ocellata Deeleman-Reinhold, 1995 — Борнео
- Leclercera paiensis Chang & Li, 2020 — Китай
- Leclercera pulongensis Chang & Li, 2020 — Китай
- Leclercera renqinensis Chang & Li, 2020 — Китай
- Leclercera sanjiao Chang & Li, 2020 — Китай
- Leclercera selasihensis Chang & Li, 2020 — Индонезия (Суматра)
- Leclercera shanzi Chang & Li, 2020 — Китай
- Leclercera shergylaensis Chang & Li, 2020 — Китай
- Leclercera sidai F. Y. Li & S. Q. Li, 2018 — Непал
- Leclercera suwanensis Chang & Li, 2020 — Таиланд
- Leclercera thamkaewensis Chang & Li, 2020 — Таиланд
- Leclercera thamsangensis Chang & Li, 2020 — Таиланд
- Leclercera tudao Chang & Li, 2020 — Китай
- Leclercera undulata Wang & Li, 2013 — Китай
- Leclercera xiangbabang Chang & Li, 2020 — Таиланд
- Leclercera xiaodai Chang & Li, 2020 — Китай
- Leclercera yamaensis Chang & Li, 2020 — Таиланд
- Leclercera yandou Chang & Li, 2020 — Малайзия (полуостров)
- Leclercera yanjing Chang & Li, 2020 — Китай
- Leclercera yuanzhui Chang & Li, 2020 — Китай
- Leclercera zanggaensis Chang & Li, 2020 — Китай
- Leclercera zhamensis Chang & Li, 2020 — Китай
- Leclercera zhaoi F. Y. Li & S. Q. Li, 2018 — Непал